# Ареньо
Ареньо (фр. Aregno, корс. Aregnu) — коммуна во Франции, находится в регионе Корсика. Департамент коммуны — Верхняя Корсика. Входит в состав кантона Кальви. Округ коммуны — Кальви.
Код INSEE коммуны — 2B020.

## Население
Население коммуны на 2008 год составляло 610 человек.
| 1962 | 1968 | 1975 | 1982 | 1990 | 1999 | 2008 |
| ---- | ---- | ---- | ---- | ---- | ---- | ---- |
| 381  | 359  | 490  | 547  | 544  | 567  | 610  |

## Экономика
В 2007 году среди 397 человек в трудоспособном возрасте (15—64 лет) 245 были экономически активными, 152 — неактивными (показатель активности — 61,7 %, в 1999 году было 56,5 %). Из 245 активных работали 209 человек (118 мужчин и 91 женщина), безработных было 36 (14 мужчин и 22 женщины). Среди 152 неактивных 27 человек были учениками или студентами, 53 — пенсионерами, 72 были неактивными по другим причинам.

## Фотогалерея

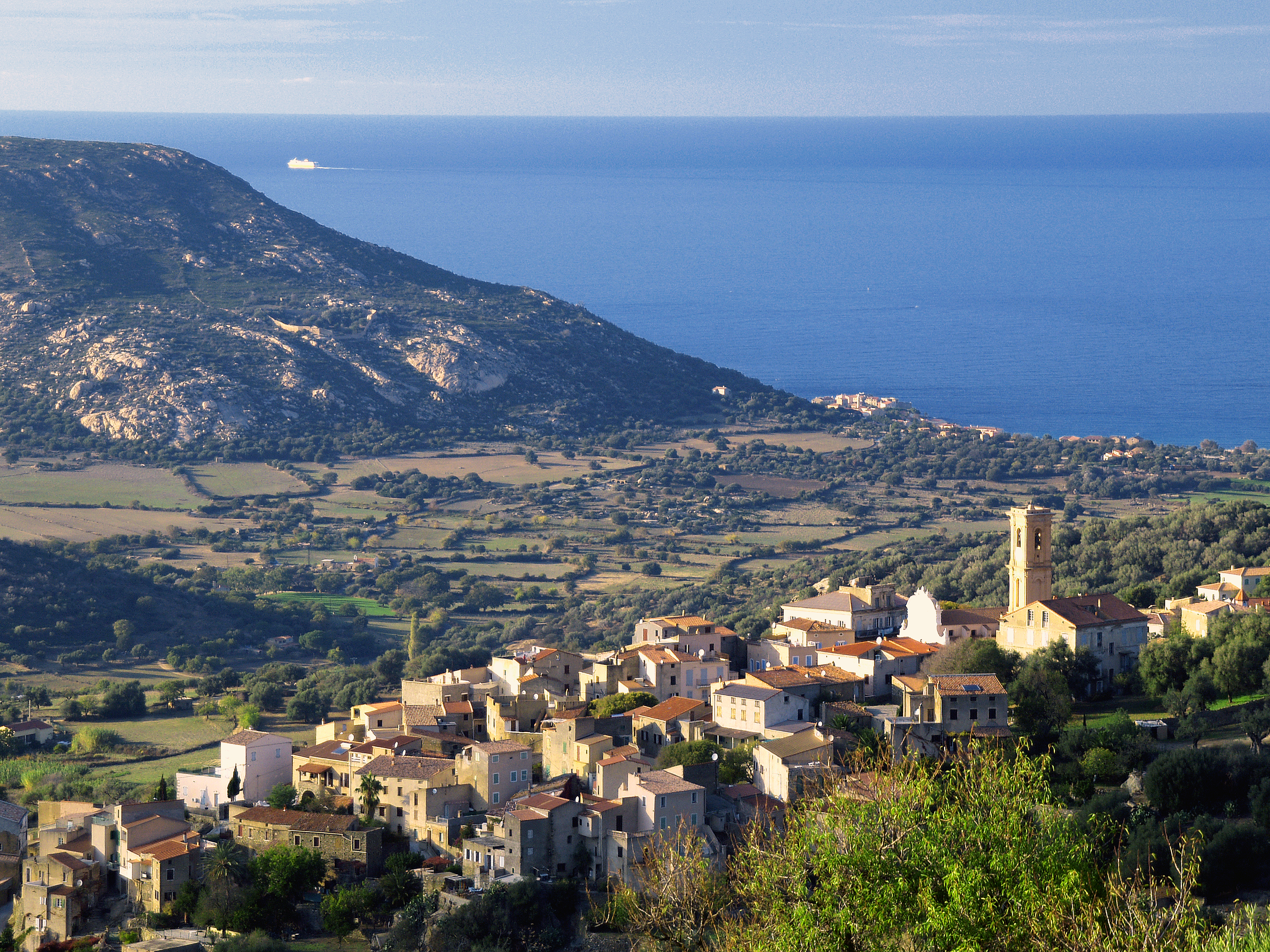
Ареньо
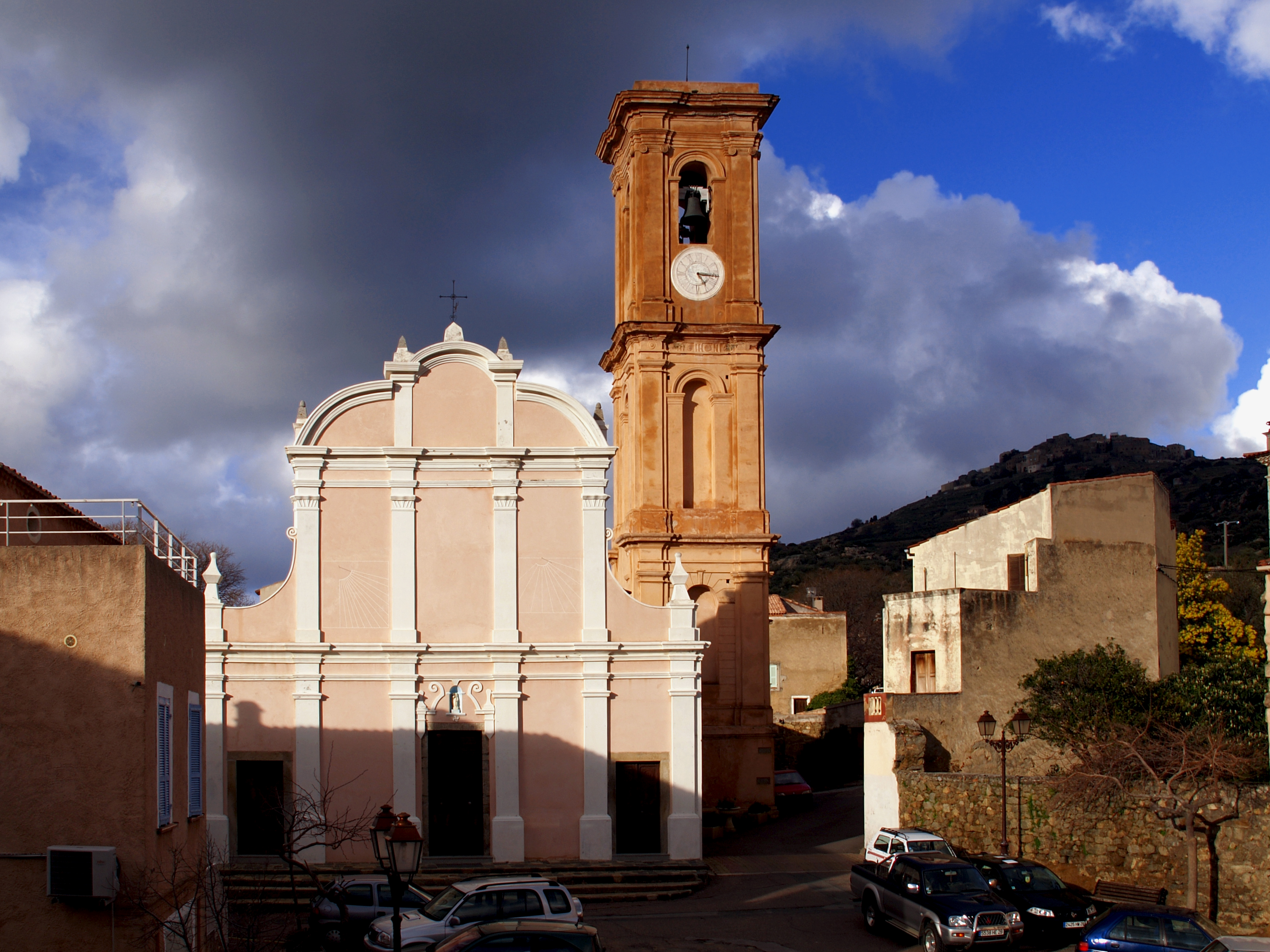
Церковь Saint-Antoine
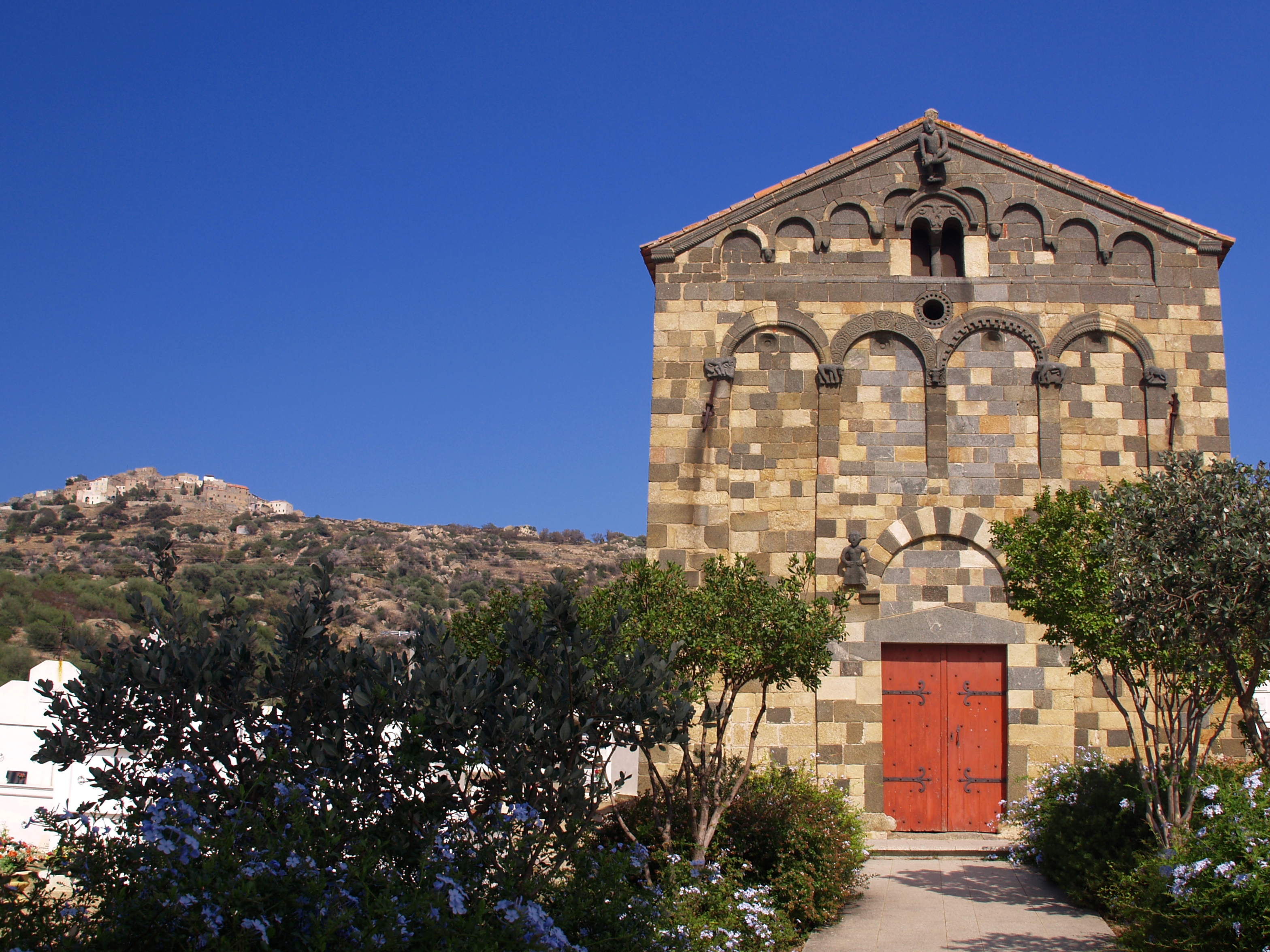
Церковь Trinité et de San Giovanni
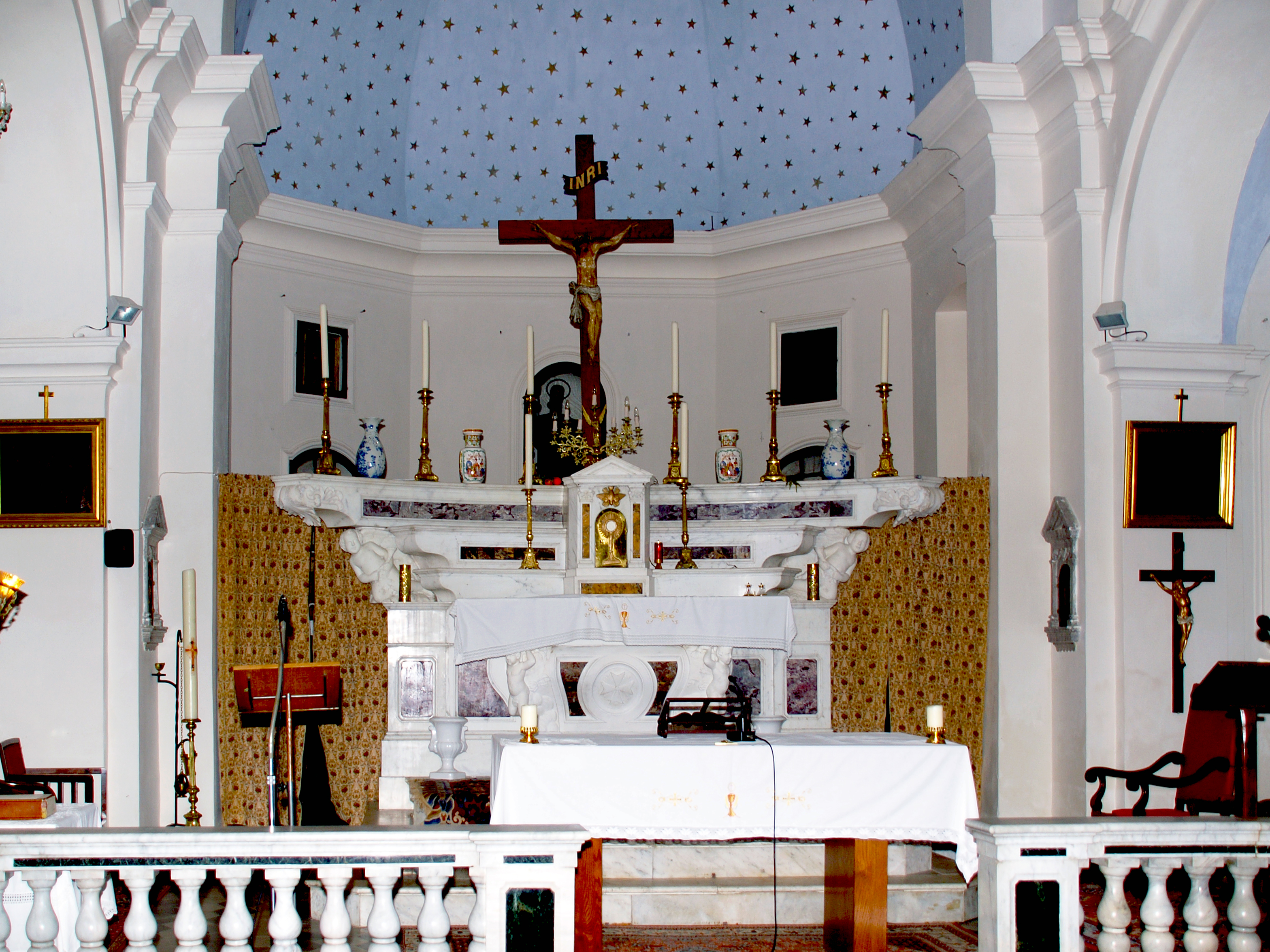
Внутри церкви Saint-Antoine